# Гонсалес Сумаррага, Антонио Хосе
Антонио Хосе Гонсалес Суммарага (исп. Antonio José González Zumárraga; 18 марта 1925, Пуйили, Эквадор — 13 октября 2008, Кито, Эквадор) — эквадорский кардинал. Титулярный епископ Тагараты и вспомогательный епископ Кито с 17 мая 1969 по 30 января 1978. Епископ Мачалы с 30 января 1978 по 28 июня 1980. Коадъютор, с правом наследования, архиепархии Кито с 28 июня 1980 по 1 июня 1985. Архиепископ Кито с 1 июня 1985 по 21 марта 2003. Примас Эквадора с 11 ноября 1995 по 18 марта 2005. Кардинал-священник с титулом церкви Санта-Мария-ин-Виа с 21 февраля 2001.
Окончил семинарию в Кито и Папскую семинарию в Саламанке, Испания. Был посвящён в сан 29 июня 1951 года.